# Thomas E. Dewey
Thomas E. Dewey (24. března, 1902, Owosso, Michigan – 16. března, 1971, Miami) byl americký právník, prokurátor a politik. V letech 1943 až 1954 byl guvernérem státu New York. Dvakrát (v letech 1944 a 1948) se pokusil stát prezidentem Spojených států, nebyl však zvolen. Proslavil se velmi úspěšným bojem proti mafii; jako prokurátor dostal do vězení mafiánského bosse Luckyho Luciana.

## Život
Dewey se narodil v městečku Owosso v Michiganu, kde jeho otec George Martin Dewey vlastnil, redigoval a vydával lokální noviny Owosso Times. Studoval na University of Michigan, později na prestižní právnické škole Columbia Law School. Byl vynikající zpěvák a nějakou dobu uvažoval o profesionální kariéře v tomto oboru, pak se však rozhodl věnovat se právu.
Byl členem Republikánské strany, aktivně se také účastnil života v Episkopální církvi.
V roce 1935 se jako zvláštní vyšetřovatel s podporou starosty New Yorku Fiorella La Guardii začal intenzivně věnovat potírání hazardu, prostituce, vybírání výpalného a vydírání. Vytvořil si vynikající tým desítek vyšetřovatelů a právníků. Usiloval o zatčení židovského mafiána Dutche Schultze za daňové úniky. Schultz se obrátil na mafiánskou Komisi se žádostí o vraždu Deweyho ve společném zájmu. Komise se však obávala policejní odvety za vraždu populárního státního zástupce Deweyho, a proto odmítla. Když se toho chtěl Schultz ujmout sám, obrátil Komisi proti sobě a ta jej nechala zavraždit. Deweymu tak zachránila život.
V roce 1943 se stal guvernérem státu New York. O rok později kandidoval za Republikánskou stranu na prezidenta. Prohrál však v souboji s F. D. Rooseveltem. V roce 1948 kandidoval znovu, byl považován za favorita, a deník Chicago Daily Tribune ho dokonce za vítěze vyhlásil. Poté však vyšlo najevo, že více hlasů získal Harry S. Truman.
Thomas Dewey zemřel v roce 1971 na infarkt, týden před svými 69. narozeninami.